# Condado de Coles
El condado de Coles es un condado estadounidense, situado en el estado de Illinois. Según el censo de los Estados Unidos del 2000, la población es de 53 196 habitantes. La cabecera del condado es Charleston.

## Geografía
Según la Oficina del Censo de los Estados Unidos, el condado tiene un área total de 1321 km² (510 millas²). De estas 1316 km² (508 mi²) son de tierra y 5 km² (2 mi²) son de agua.

### Colindancias
- Condado de Douglas - norte
- Condado de Edgar - noreste
- Condado de Clark - sureste
- Condado de Cumberland - sur
- Condado de Shelby - oeste
- Condado de Moultrie - oeste

## Historia
El Condado de Bureau se separó de los Condados Clark y Edgar en 1831. Su nombre es en honor de Edward Coles, el segundo gobernador de Illinois de 1822 a 1826.

## Demografía

Pirámide de edad según el censo del año 2000.

Según el censo del año 2000, hay 53 196 personas, 21 043 cabezas de familia, y 12 078 familias que residen en el condado. La densidad de población es de 40 hab/km² (105 hab/mi²). La composición racial tiene:
- 93.98% Blancos (No hispanos)
- 01.39% Hispanos (Todos los tipos)
- 2.28% Negros o Negros Americanos (No hispanos)
- 0.41% Otras razas (No hispanos)
- 0.79% Asiáticos (No hispanos)
- 0.90% Mestizos (No hispanos)
- 0.20% Nativos Americanos (No hispanos)
- 0.05% Isleños (No hispanos)

Hay 21 043 cabezas de familia, de los cuales el 26.10 % tienen menores de 18 años viviendo con ellos, el 46.20 % son parejas casadas viviendo juntas, el 8.3 % son mujeres que forman una familia monoparental (sin cónyuge), y 42.6% no son familias. El tamaño promedio de una familia es de 2.91 miembros.
En el condado el 19.70% de la población tiene menos de 18 años, el 23.50% tiene de 18 a 24 años, el 23.80% tiene de 25 a 44, el 19.70% de 45 a 64, y el 13.30% son mayores de 65 años. La edad media es de 31 años. Por cada 100 mujeres hay 91.3 hombres. Por cada 100 mujeres mayores de 18 años hay 88.1 hombres.
Tabla de la evolución demográfica:
|       | 1900  | 1910  | 1920  | 1930  | 1940  | 1950  | 1960  | 1970  | 1980  | 1990  | 2000  |
| ----- | ----- | ----- | ----- | ----- | ----- | ----- | ----- | ----- | ----- | ----- | ----- |
| TOTAL | 34146 | 34517 | 35108 | 37315 | 38470 | 40328 | 42860 | 47815 | 52260 | 51644 | 53196 |

## Economía
Los ingresos medios de un cabeza de familia el condado es de $32,286 y el ingreso medio familiar es $45,708. Los hombres tienen unos ingresos medios de $32,831 frente a $21,923 de las mujeres. El ingreso per cápita del condado es de $17,370. El 7.50% de la población y el 17.5% de las familias están debajo de la línea de pobreza. Del total de gente en esta situación, 11.4% tienen menos de 18 y el 9.3% tienen 65 años o más.

## Ciudades y pueblos

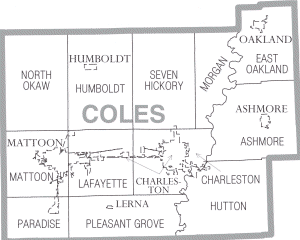
Mapa del Condado de Coles.

| - Ashmore - Charleston - Humboldt - Lerna - Mattoon - Oakland - Trilla - Bushton - Campbell - Coles | - Bushton - Country Club Estates - Diona - Dorans - Embarrass - Etna - Fairgrange - Hutton - Jones | - Kings - Lipsey - Loxa - Newby - Old State Mobile Home Village - Paradise - Rardin - Rolling Green - Wabash Point |